# Eubela calyx
Eubela calyx is een slakkensoort uit de familie van de Raphitomidae. De wetenschappelijke naam van de soort is voor het eerst geldig gepubliceerd in 1889 door Dall.